# Gebrüder Weiss-Oberndorfer
Gebrüder Weiss-Oberndorfer ist ein ehemaliges Radsportteam mit Sitz in Braunau am Inn. Die Mannschaft hatte den Status als Continental Teams und nahm an den UCI Continental Circuits teil.

## Saison 2014

### Erfolge in der UCI Europe Tour
Bei den Rennen der UCI Europe Tour im Jahr 2014 gelangen dem Team nachstehende Erfolge.
| Datum    | Rennen                                       | Kat. | Sieger         |
| -------- | -------------------------------------------- | ---- | -------------- |
| 4. April | 4. Etappe Grand Prix of Sochi                | 2.2  | Michael Gogl   |
| 6. Juni  | Slowenische Meisterschaft – Einzelzeitfahren | CN   | Gregor Gazvoda |

### Zugänge – Abgänge
| Zugänge             | Team 2013       | Abgänge            | Team 2014                |
| ------------------- | --------------- | ------------------ | ------------------------ |
| Tomáš Koudela       | Etixx-iHNed     | Lukas Zeller       | Gourmetfein Simplon Wels |
| Gregor Gazvoda      | Champion System | Tobias Erler       | Unbekannt                |
| Alexander Holzinger | Neoprofi        | Thomas Hasibeder   | Unbekannt                |
| Alexander Meier     | Neoprofi        | Adam Homolka       | Unbekannt                |
| Lukas Meiler        | Neoprofi        | Stefan Matzner     | Unbekannt                |
|                     |                 | Alexander Schrangl | Unbekannt                |

### Mannschaft
| Name                | Geburtstag        | Nationalität | Team 2015                     |
| ------------------- | ----------------- | ------------ | ----------------------------- |
| Benjamin Edmüller   | 8. August 1987    | Deutschland  | Team Heizomat                 |
| Gregor Gazvoda      | 15. Oktober 1981  | Slowenien    | Kinan Cycling Team            |
| Michael Gogl        | 4. November 1993  | Österreich   | Team Felbermayr Simplon Wels  |
| Alexander Holzinger | 1. Oktober 1995   | Österreich   |                               |
| Benedikt Kendler    | 9. Oktober 1992   | Deutschland  |                               |
| Tomáš Koudela       | 1. April 1992     | Tschechien   | SKC Tufo Prostějov            |
| Jakub Kratochvíla   | 26. August 1988   | Tschechien   |                               |
| Maximilian Kuen     | 26. Mai 1992      | Österreich   | Amplatz-BMC                   |
| Petr Lechner        | 14. März 1984     | Tschechien   | SKC Tufo Prostějov            |
| Alexander Meier     | 28. Januar 1992   | Deutschland  | Hrinkow Advarics Cycleangteam |
| Lukas Meiler        | 14. Februar 1995  | Deutschland  | Team Vorarlberg               |
| Andreas Müller      | 25. November 1979 | Österreich   | Hrinkow Advarics Cycleangteam |
| Lukas Ranacher      | 25. August 1992   | Österreich   |                               |
| Daniel Reiter       | 13. Juli 1991     | Österreich   |                               |

## Saison 2009

### Erfolge in der UCI Europe Tour
Bei den Rennen der UCI Europe Tour im Jahr 2009 gelangen dem Team nachstehende Erfolge.
| Datum   | Rennen                         | Kat. | Fahrer    |
| ------- | ------------------------------ | ---- | --------- |
| 8. Juli | 4. Etappe Österreich-Rundfahrt | 2.HC | Jan Bárta |

## Platzierungen in UCI-Ranglisten
UCI America Tour
| Saison    | Mannschaftswertung | Fahrerwertung       |
| --------- | ------------------ | ------------------- |
| 2009-2011 | -                  | -                   |
| 2012      | 44.                | Seon Ho Park (331.) |
| 2013-2014 | -                  | -                   |

UCI Asia Tour
| Saison | Mannschaftswertung | Fahrerwertung         |
| ------ | ------------------ | --------------------- |
| 2009   | 45.                | Josef Kugler (210.)   |
| 2010   | 32.                | Gregor Gazvoda (73.)  |
| 2011   | -                  | -                     |
| 2012   | 44.                | Gyung Gu Jang (102.)  |
| 2013   | 66.                | Andreas Müller (280.) |
| 2014   | 76.                | Andreas Müller (327.) |

UCI Europe Tour
| Saison | Mannschaftswertung | Fahrerwertung             |
| ------ | ------------------ | ------------------------- |
| 2009   | 97.                | Jan Bárta (338.)          |
| 2010   | 95.                | Josef Kugler (593.)       |
| 2011   | 73.                | Florian Bissinger (201.)  |
| 2012   | 97.                | Alexander Schrangl (520.) |
| 2013   | 100.               | Jakub Kratochvíla (527.)  |
| 2014   | 105.               | Benjamin Edmüller (685.)  |